# 인터베스트
인터베스트 주식회사(영어: Intervest)는 대한민국의 벤처 캐피탈이다.

## 역사
1999년 9월에 설립되었다.
2023년에는 인터베스트딥테크투자조합 (3,122억원)과 인터베스트넥스트G-펀드 (550억원) 등을 조성하였다.

## 투자 기업
- 엠83[3]
- 진코어[4]
- 온코크로스[5]
- 뉴튠[6]